# Scardamia maculata
Scardamia maculata là một loài bướm đêm trong họ Geometridae.